# Фарґам

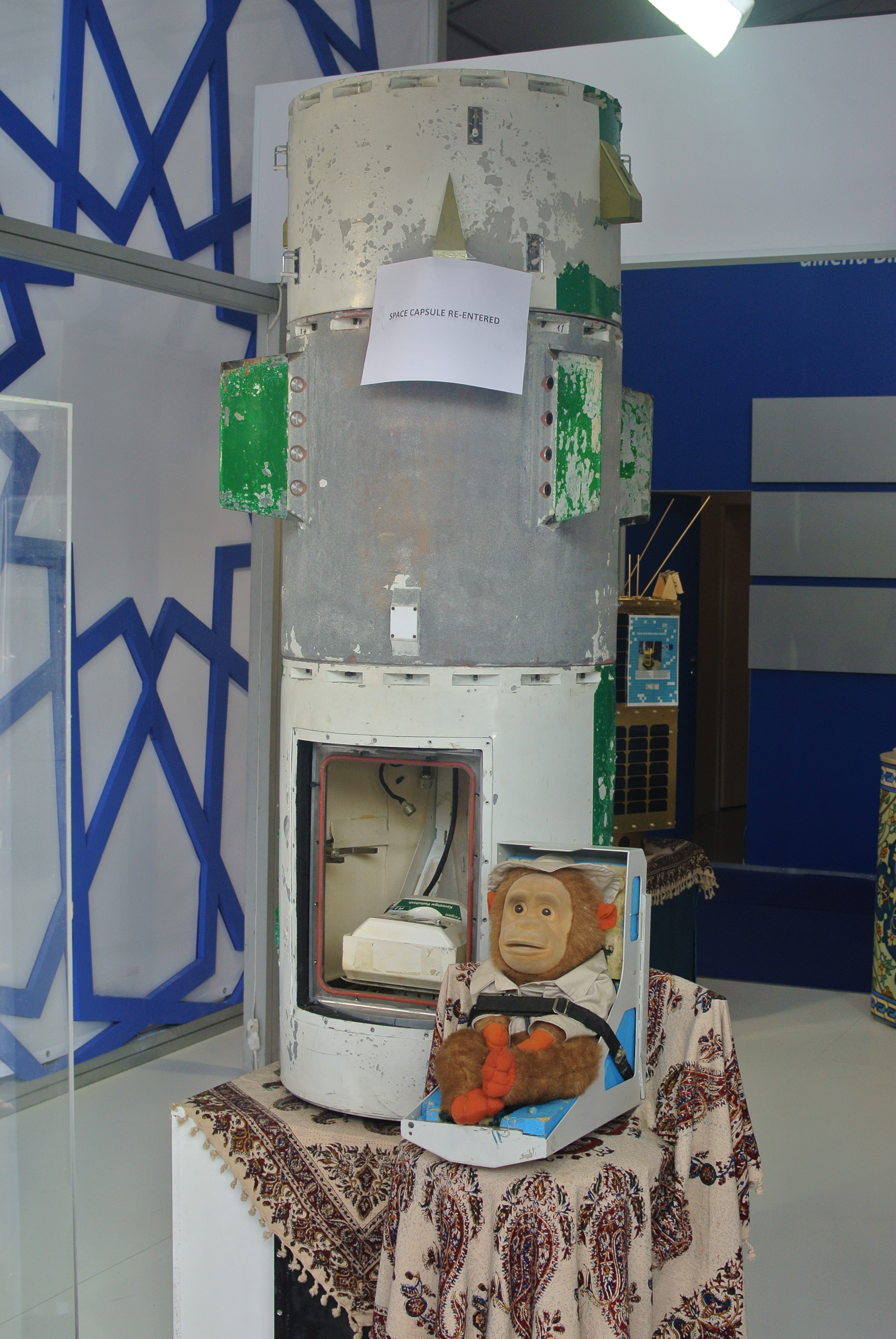
Капсула «Пішґам» з іграшковою мавпою в кріслі

Фарґам (перс. فرگام — перекладається як «успішний») — самець макаки, що здійснив політ у космос. Другий примат, якого Іран успішно вивів у космос. 14 грудня 2013 року, менш ніж через рік після польоту Афтаба, здійснив суборбітальний політ, досягнувши висоти 120 км, і успішно повернувся на землю.

## Історія запуску
Іранське космічне агентство висловило намір повторити відправлення в космос мавпи вже через три місяці після першого успішного польоту. Тоді ж було оголошено, що запуск відбудеться з використанням рідинної ракети-носія.
Повідомлення про майбутній запуск з полігону Семнан з'явилося 8 грудня. Першим про успішне завершення польоту повідомив офіційний сайт президента Ірану  Хасана Рухані. Пізніше подробиці польоту з'явилися на спеціалізованому сайті проекту «Кавошґяр».
Політ тривав 10 хв 19 с. За цей час герметична повертана капсула з макакою досягла висоти 120 км. При гальмуванні в щільних шарах атмосфери вона нагрілася до 800 °С. Евакуацію мавпи з місця посадки здійснили не більш ніж через 20 хвилин після старту ракети.
За словами Хаміда Фазелі, керівника Іранського космічного агентства, факт запуску підтвердило НАСА.

## Дані Фарґама
Фарґам — самець макаки-резусу віком 3 роки, заввишки 56 см і вагою 3 кг. До польоту були підготовлені три мавпи приблизно рівних фізичних характеристик, Фарґам був серед них найменшим і єдиним самцем.
Фарґам пройшов цикл передполітної підготовки, що включав карантин, первинне і періодичні медичні обстеження, перевірки на стійкість до польотних перевантажень і вібрації і звикання до біокапсули.
Після польоту Фарґама доставили до Тегерана, де він пройшов медичну перевірку. Ветеринари перевірили стан скелету і легенів, провели ультразвукове обстеження та електрокардіографію. Ніяких травм не виявили, стан мавпи оцінили як хороший, відхилень у поведінці не знайшли.

## Дані ракетного комплексу
В ролі носія використовували рідинну ракету, що є однією з модифікацій балістичної ракети «Шахаб», яка, в свою чергу, є іранської версією радянської ракети Р-17. В ролі корисного навантаження на носій була встановлена біокапсула «Пішґам» («Піонер») вагою 290 кг, загальна вага виведеного вантажу становила 320 кг.
Запуск виконано по балістичній траєкторії. Після відділення капсула з макакою досягла максимальної висоти підйому 120 км. Під час зниження відбувалося гальмування в щільних шарах атмосфери, а потім випуск парашутної системи.